# Onopordum wallianum
Onopordum wallianum là một loài thực vật có hoa trong họ Cúc. Loài này được Maire mô tả khoa học đầu tiên năm 1936.